# Sanatorio San Francisco de Borja

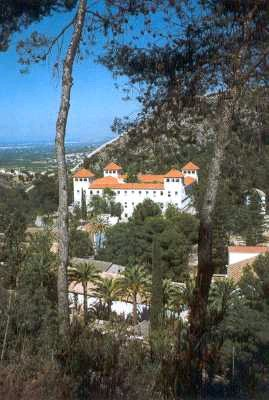
Blick auf Sanatorio San Francisco de Borja

Das Sanatorio San Francisco de Borja ist eines der letzten ausschließlich für Leprapatienten zuständigen Sanatorien in Europa und liegt in Fontilles, einem Ort in der Region Marina Alta, die zur spanischen Provinz Alicante gehört, im bergigen Hinterland der Costa Blanca auf 1000 m Höhe. Es ist die letzte von ursprünglich vier Leprakliniken in Spanien.
Zur Klinik gehören 35 Gebäude auf etwa 700.000 m². Das Sanatorium hatte ursprünglich Platz für 400 Patienten. 2016 lebten nur noch 29 Leprakranke auf dem Klinikgelände, im Februar 2006 waren es noch 62 Patienten gewesen. Viele der alten Gebäude sind baufällig oder verfallen.
Die Patienten werden von Chefarzt José Ramón G. Echevarria medizinisch betreut und von Franziskanerinnen gepflegt. Für die religiöse Betreuung ist ein Franziskanerpater zuständig.
Die meisten der heute noch im Sanatoriumskomplex lebenden Patienten haben ihre ursprünglichen sozialen Bezüge verloren. San Francisco de Borja wurde hierdurch zu ihrer neuen Heimat. Die Kosten für die Behandlung und Betreuung der Patienten stammen zu 75 Prozent aus Spendenmitteln. Die restlichen 25 Prozent kommen von der Region Valencia.
Auch wenn Lepra in Europa heutzutage eine sehr seltene Krankheit geworden ist – von 2009 bis 2014 gab es keine Neuerkrankungen in Europa – gab es 2018 doch 50 neu registrierte Erkrankungen. Davon wurden 7 in Spanien entdeckt, und 5 der 7 hatten die Lepra aus anderen Ländern mitgebracht. Daneben werden noch eine Reihe ambulanter Patienten betreut.
Im Jahr 2006 waren die Patienten zwischen 35 und über 80 Jahre alt und hatten ein Durchschnittsalter von 71 Jahren. Man fand betagte Patienten mit deformierten Extremitäten, Gesichts- und Hautveränderungen sowie Nervenläsionen. Heute sieht man jedoch nur noch Frühbefunde mit Sensibilitätsstörungen und Depigmentierungen der Haut, aber auch erythematöse Läsionen. Organmanifestationen oder gar das klassische Löwengesicht gehören der Vergangenheit an.

## Geschichte
Das Sanatorio San Francisco de Borja entstand in einer Zeit, als in Spanien eine furchtbare Lepraepidemie herrschte. Damals gab es für die Kranken kaum eine Heilung und sie wurden wegen der fälschlicherweise angenommenen großen Ansteckungsgefahr allseits gemieden. Als Aussätzige mussten sie ein Leben abseits der Gesellschaft fristen. Heute weiß man, dass es für eine Ansteckung eines jahrelangen, intensiven Kontaktes mit den Erkrankten bedarf. Menschen mit einem gut funktionierenden Immunsystem, die sich an hygienische Standards halten, setzen sich einem geringen Kontaminations- und Infektionsrisiko aus. So bleiben und blieben Pflegepersonen in Leprahäusern meist verschont. 
In seinem Buch Del vivir (Apuntes de parajes leprosos) aus dem Jahr 1904 berichtet der spanische Autor Gabriel Miró von den elenden Zuständen der damaligen Zeit. Er beschreibt, wie sich die Kranken in Hütten und Höhlen versteckten, weil sie sich nicht mehr in der Öffentlichkeit zeigen konnten. Nur nachts wagten sie sich hinaus, um in der Nähe des Dorfes Nahrungsmittel zu erbetteln. Miro schildert diese Menschen als monsterhafte Gestalten mit Löwengesichtern, die wie in Zeiten des Mittelalters aus Mitleid von vorbeifahrenden Bauern am Wegesrand Essbares erhielten.
Es kam aber auch zu gegenteiligen Reaktionen. Einige der Ausgestoßenen wehrten sich. Miro beschreibt in Del Vivir, dass neben den in aller Zurückhaltung lebenden Kranken regelrechte Räuberbanden, herumvagabundierende Lepröse und andere Randgruppen Handelskarawanen überfielen und Kaufleuten und Regierungsabgesandten zusetzten. Ein frühzeitig Ausgestoßener einer reichen Familie soll als „El Mascarat“ in der Region Alicante als legendärer Bandenchef ganze Dörfer überfallen und ausgeraubt haben.
So war es kein Zufall, dass gerade in Fontilles 1902 bis 1909 ein 79 Hektar große Klinikgelände entstand. Aus Furcht versuchten die umliegenden Dörfer den Bau des Sanatoriums zu verhindern. Als schließlich der Widerstand bedrohliche Ausmaße annahm, wurde das Gelände noch 14 Jahre nach seiner Eröffnung mit einer festungsartigen Mauer versehen. Mit 3,5 km Länge und einer Höhe von 3 m schottete diese Mauer die Bewohner von der Umwelt ab. Sie gab den Kranken Sicherheit und allmählich ließ die Angst der Dorfbewohner nach.
Einst lebten über 400 Patienten im Sanatorium. Neben landwirtschaftlichen Gewerken gab es eine Gärtnerei, einen Schlosser- und einen Druckereibetrieb. Wegen der Abgeschlossenheit hatte der Komplex ein eigenes Theater sowie ein eigenes Kino. Man war weitgehend autark.
Mit dem Aufkommen der Sulfonamidtherapie in den 1940er Jahren gab es zunehmend weniger Fälle akuter Lepra in Europa. Seit den 1980er Jahren gilt Lepra bei entsprechender medizinischer Versorgung grundsätzlich als heilbar. Daher wurden in Europa die Leprakliniken nach und nach geschlossen. Fontilles blieb als eine der letzten Kliniken als Heimstatt für Leprakranke erhalten.